# Ritorno ad Halloweentown
Ritorno ad Halloweentown (Return to Halloweentown) è un film per la televisione del 2006 con Sara Paxton, Judith Hoag e Lucas Grabeel, quarto episodio della serie di film di Halloweentown.
Colonna sonora del film è la canzone di Jesse McCartney Right Where You Want Me.

## Trama
Il film inizia con il ritorno di Marnie ad Halloweentown: la ragazza ha vinto una borsa di studio per la magica università di HalloweenTown. Ma molte cose non sono permesse, come l'uso della magia, poiché la magica università non è frequentata soltanto da streghe e maghi. Molti ragazzi si rifiutano di non usare la magia, e senza farsene accorgere dai professori, la usano per dare fastidio agli altri studenti.
Marnie scoprirà anche molte verità sul passato di sua nonna e scoprirà di poter salvare HalloweenTown da un'organizzazione chiamata Dominio!

## La serie
- Halloweentown - Streghe si nasce (1998)
- Halloweentown II - La vendetta di Kalabar (2001)
- Halloweentown High - Libri e magia (2004)
- Ritorno ad Halloweentown (2006)

## Curiosità
È l'unico film della saga Halloweentown dove la protagonista non è Kimberly Brown, ma viene sostituita da Sara Paxton. Come Kimberly ha specificato, la sua assenza è dovuta al volere di Disney Channel, in quanto quest'ultima si rese disponibile alla realizzazione dell'ultimo film.